# برتا بنز
برتا رینگر، برتا بنز (آلمانی: [ˈbɛʁta ˈbɛnts] ()؛ ۳ مه ۱۸۴۹ – ۵ ماه مه ۱۹۴۴) پیشگام خودروسازی آلمانی بود. او شریک تجاری و همسر کارل بنز مخترع خودرو بود. او نخستین کسی بود که با یک خودروی موتور احتراق داخلی در مسافت طولانی رانندگی کرد، وی در ۵ اوت ۱۸۸۸ بنز پتنت-موتورواگن را آزمایش کرد، نیز آستر لنت را اختراع کرده و چندین مشکل عملی را هم در طول این سفر ۱۰۵ کیلومتری (۶۵ مایلی) حل کرد. او با انجام این کار، توجه جهانی را به  پتنت-موتورواگن جلب کرد و اولین فروش این شرکت را به ارمغان آورد.

## زندگی

### بیوگرافی و ازدواج
برتا رینگر در سال ۱۸۴۹ دریک خانواده ثروتمند در فورتزهایم /دوک بزرگ بادن متولد شد.

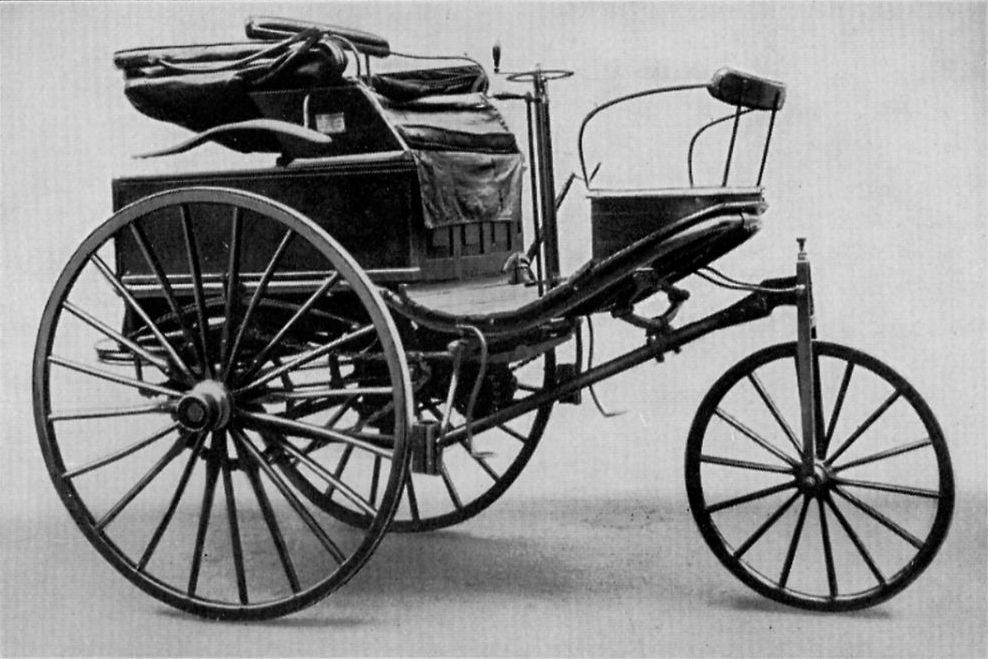
تصویر ثبت اختراع بنز واگن شماره ۳ در سال ۱۸۸۶، که توسط برتا بنز مورد استفاده قرار گرفت؛ به عنوان اولین سفر مشهور و طولانی جاده ای جهان به طول 106 km

وی دو سال قبل از ازدواج با کارل بنز بخشی از جهیزیه خود را به سرمایه‌گذاری در شرکت ورشکسته خود در حوزه ساخت و ساز آهن اختصاص داد. او به عنوان یک زن مجرد قادر به انجام این کار بود؛ اما پس از ازدواجش با بنز، با توجه به قانون اساسی کشور آلمان، برتا قدرت خود را به عنوان یک سرمایه‌گذار از دست داد. در ۲۰ ژوئیه ۱۸۷۲ برتا رینگر با کارل بنز ازدواج کرد. کارل بنز از جهیزیه همسرش به عنوان حمایت مالی و سرمایه‌گذاری در تولید استفاده کرد. ابتدا او کار خود را با کالسکه بی اسب در دسامبر ۱۸۸۵ به پایان رسانید. اگر چه برتا تأمین‌کنندهٔ مالی فرایند توسعه و نگهداری این ثبت اختراع بود، اما قانون مدرن به عنوان یک زن به او اجازه ثبت این اختراع را نمی‌داد.
آنها صاحب ۵ فرزند شدند: آیگن (۱۸۷۳) ریچارد (۱۸۷۴) کلارا (1877) تیده (1882) و اِلن (۱۸۹۰).

### ثبت اختراع موتور خودرو
در سال ۱۸۸۶، بنز موتور واگن را به جهان ارائه داد؛ و در عرض یک دهه ۲۵ وسیله نقلیه ساخته شد. اولین مدل، مدل اصلی ثبت اختراع موتور خودرو و اولین خودرو جهان با یک دوچرخه برش خورده ساخته شد.
مدل دوم به یک چهار چرخ برای مقاصد آزمایشی تبدیل شد و تنها یک مدل از آن ساخته شد.
اولین مدل موتور خودرو در ابعاد کوچکی فروخته و منجر به تولید مدل سوم شد. مدل سوم مجهز به چرخ‌های عقب با رینگ‌های استیل و لاستیک جامد و همچنین چرخ‌های جلوی قابل هدایت بود. گزینه‌های مختلفی برای انتخاب مشتریان از قبیل ترتیب صندلی‌ها و سقف تاشو ارائه شد.

### اولین سفر با خودرو درخارج از کشور

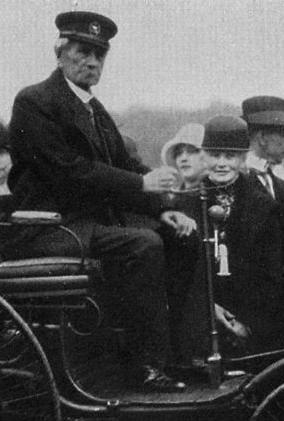
کارل و برتا بنز. 1914 – Zenodot Verlagsges. mbH

در ماه اوت سال ۱۸۸۸، برتای ۳۹ ساله از مانهایم تا فورتزهایم با پسرهایش ریچارد و ارگن، سیزده و پانزده ساله، سوار بر مدل سوم، بدون گفتن به همسرش و بدون اجازه از مقامات سوار بر بنز شد؛ این چنین او به اولین کسی که یک خودرو را بیش از یک فاصله واقعی رانندگی کرد، تبدیل شد.
قبل از این سفر تاریخی، رانندگان صرفاً مسیرهای بسیار کوتاهی را رانندگی می‌کردند و به نقطه مبدأ، که توسط دستیاران مکانیک ساخته شده بود بازمی‌گشتند. به دنبال رد واگن این گروه پیشگام، فقط یک راه به فاصله حدود ۱۰۶ کیلومتر (۶۶ مایل) به وجود آمد.
اگرچه هدف ظاهری برتا بنز از این سفر دیدار مادرش بود، اما انگیزه دیگری نیز داشت؛ او قصد داشت به شوهرش- کسی که در بازاریابی درخور اختراع خود شکست خورده بود-ثابت کند که خودرویی که هر دوی آن‌ها سرمایه‌گذاری کرده بودند، اگر یکبار مفید بودنش برای عموم مردم نمایش داده شود، به موفقیت مالی خواهد رسید. او قصد داشت به شوهر خود اعتماد به نفس اینکه این وسیله آینده دارد را بدهد.
او Mannheim را حدود سپیده دم ترک کرد و مشکلات بسیاری را در طول راه پشت سر گذاشت. برتا توانایی‌های فنی قابل توجه خود را در این سفر نشان داد.بدون هیچ‌گونه جایگاه سوخت‌گیری و تنها با ۴٫۵ لیتر بنزین در کاربراتور، مجبور بود لیگروئین پیدا کند، چرا که خودرو نیاز به حلال نفت داشت تا حرکت کند؛ و این ماده تنها در دست داروساز پیدا می‌شد؛ بنابراین او مجبور شد در ویزلخ در داروخانه شهر برای خرید سوخت متوقف شود. در آن زمان بنزین و دیگر سوخت‌ها را تنها داروسازها داشتند، پس به همین علت، داروسازی در Wiesloch به اولین ایستگاه سوخت در جهان تبدیل شد.

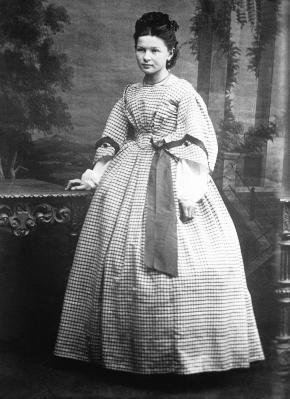
برتا بنز در سن ۱۸ سالگی، حدود سال ۱۸۶۷

او دهانهٔ بسته شدهٔ سوخت را با کلاه و سنجاقک سرش تمیز کرد و از بند جورابش برای ایزوله کردن مواد استفاده کرد؛ و همچنین یک آهنگر برای ترمیم زنجیر در یک نقطه کمک کرد. وقتی ترمز چوبی شروع به شکستن کرد، برتا بنز از یک پینه‌دوز خواست تا برای آن چرم بدوزد، که منجر به ساخت اولین جفت لنت ترمز جهان شد. یک سیستم خنک‌کننده آبی برای خنک کردن موتور به کار گرفته شد بود، که منبع آب یک نگرانی بزرگ در طول سفر بود. هر زمان که متوقف می‌شدند، هر سه نفر در منبع آب می‌ریختند. دو دندهٔ این خودرو برای سر بالایی‌ها و سرازیری‌ها کافی نبود بنابراین ریچارد و ایگن مجبور به هل دادن خودرو بودند. بنز هنگام غروب به Pforzheim رسید و موفقیتش را از طریق تلگراف به شوهرش اطلاع داد؛ و چند روز بعد با خودرو به Mannheim بازگشت.
در طول راه چندین نفر از دیدن خودرو وحشت زده شدند. برخی حتی فکر می‌کردم که دو پسر جوان و یک زن با صدای خش خش سوار بر کالسکه بی اسب، تنها می‌تواند کار شیطان باشد. داستان سفر، همان‌طور که برتا بنز می‌خواست، تبلیغات زیادی کرد. رانندگی یک رویداد کلیدی در توسعه فنی خودرو بود. زوج‌های پیشگام در رانندگی پس از برتا بنز، چندین مورد را جهت بهسازی خودرو ارائه کردند. او هر چیزی که در طول سفر اتفاق افتاده بود را گزارش داد، و پیشنهادهای مهمی از جمله دندهی اضافه برای بالا رفتن از تپه‌ها، و لنت‌های ترمز برای بهبود قدرت ترمز ارائه داد. سفر او به صنعت خودرویی رو به رشد ثابت کرد که تست رانندگی برای بیزینس آن‌ها لازم و ضروری است.

### زندگی بعد
در سال ۱۹۴۴، در تولد ۹۵ سالگی برتا بنز، او به عنوان سناتور محترم (Honourable Senator) توسط دانشگاه فنی کارلسروهه مفتخر شد. به شوهر او در alma mater درجهٔ دکترای افتخاری در طول عمرش اعطا شد. دو روز بعد برتا بنز در ویلایش در لادنبورگ درگذشت، جایی که در سال ۱۹۰۶ به آنجا نقل مکان کردند و کارگاه کارل بنز ساخته شد و آن‌ها بیزینس منحصر به فرد خانوادگی را تأسیس کردند. کسب و کار بنز و پسران. کارل بنز بعد نوشته زیر را در خاطرات خود نوشت: "تنها یک نفر با من در کشتی کوچک زندگی باقی ماند، هنگامی که به نظر می‌رسید درحال غرق شدن است. او همسرم بود. او شجاعانه و قاطعانه بادبان‌های جدیدی از امید برافراشت ."

## افتخارات

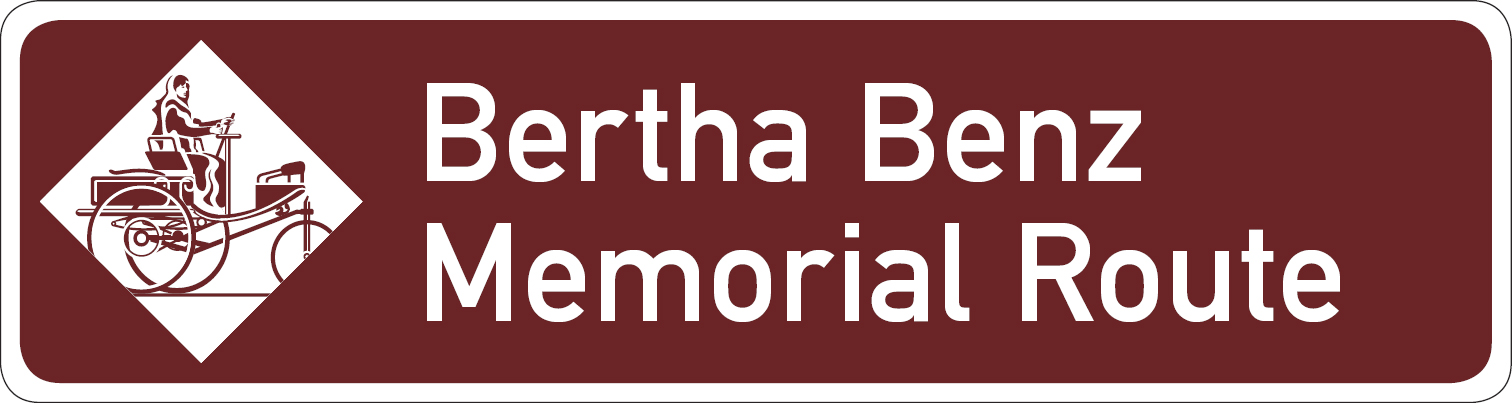
تابلوی راهنمای رسمی یادبود مسیر برتا بنز

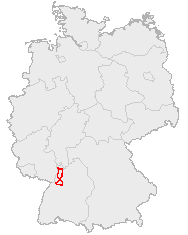
نقشه آلمان با مسیر یادبود برتا بنز، از Mannheim از طریق Heidelberg و Wiesloch به Pforzheim و برگشت- مسیر باقی‌مانده رسمی برای بزرگداشت سفر او از سال ۱۸۸۸

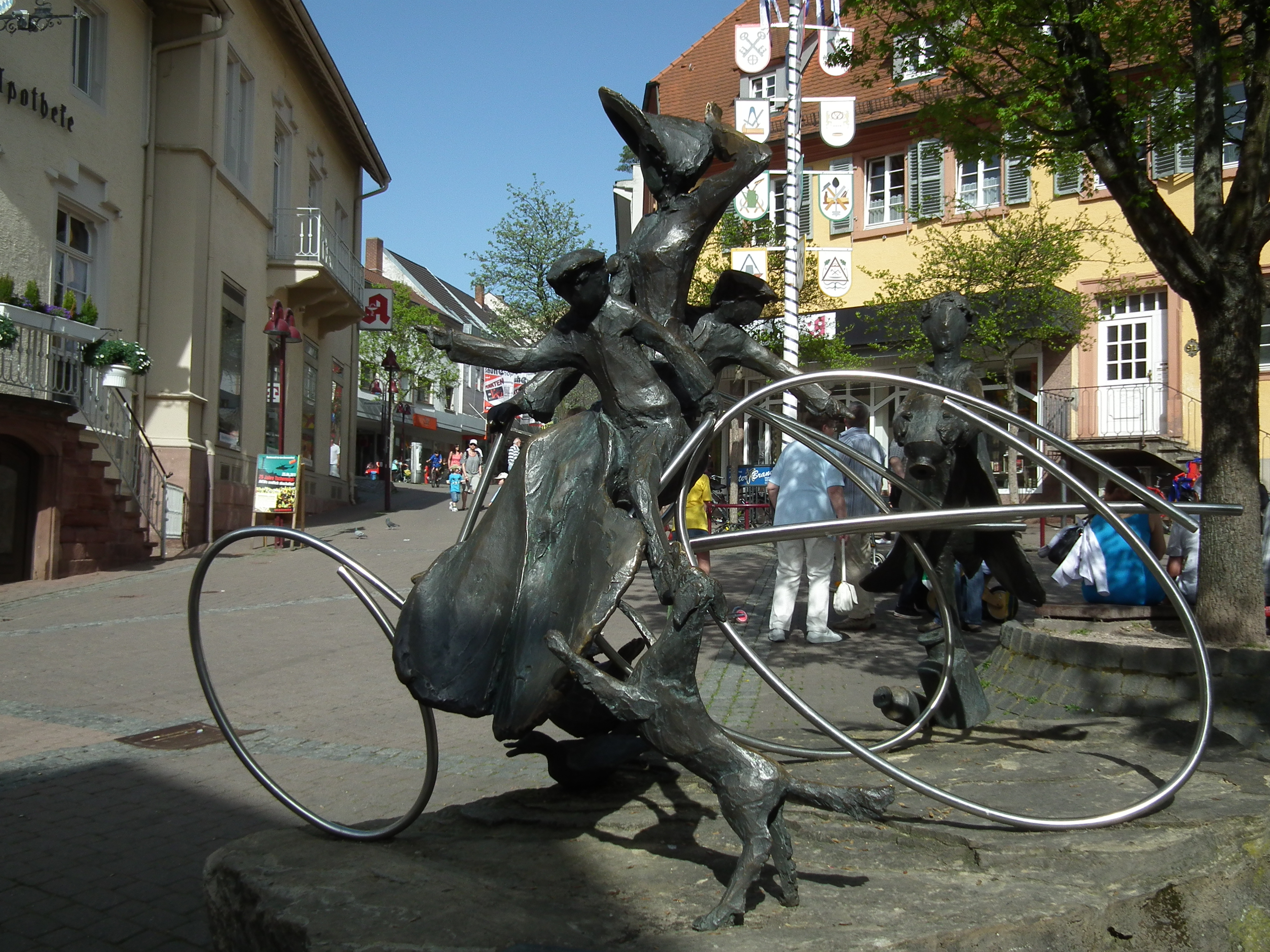
بنای تاریخی برتا بنز در ویزلخ، جایی که او برای سوخت‌گیری در داروسازی شهر توقف کرد؛ که در حال حاضر لقب «اولین ایستگاه پر کردن در جهان» را گرفته‌است.

در سال ۲۰۰۸، یادبود مسیر برتا بنز رسماً به عنوان یک مسیر از میراث صنعتی به جا مانده از بشر، به خاطر مسیر به جا مانده از برتا بنز در اولین سفر طولانی با خودرو در سال ۱۸۸۸، اعلام شد. در حال حاضر این امکان وجود دارد که ۱۹۴ کیلومتر از علائم نشان دهندهٔ مسیر او را از مانهایم از طریق هایدلبرگ به فورتزهایم (جنگل سیاه) و مسیر برگشت او را دنبال کرد.
چالش‌های برتا بنز، در بدنه مراسم تابستان خودرو ۲۰۱۱ جای داده شد, رویداد بزرگ و رسمی در آلمان و تولد و بزرگداشت اختراع خودرو توسط کارل بنز در ۱۲۵ سال پیش، در مراسم یادبود مسیر برتا بنز در ۱۰ و ۱۱ سپتامبر ۲۰۱۱ جای داده شد؛ که یک نشان قابل مشاهده در سطح جهان برای پیشرفت خودروهای جدید بود، و تنها برای تحرکی پایدار را می‌گشود. وسایل نقلیه آینده نگر با سیستم‌های رانندگی تجدید پذیر -هیبریدی و الکتریکی، هیدروژن و پیل سوختی- وسایل نقلیه مقرون به صرفه دیگر؛ که شعارش این است: چالش برتا بنز – تحرک پایدار در قدیمی‌ترین جاده‌های خودرویی جهان !.
در ۲۵ ژانویه ۲۰۱۱ دویچه وله (DW-TV) در سرتاسر جهان سریالی ساخت آلمان منتشر شد، که یک مستند تلویزیونی در رابطه با اختراع خودرو توسط کارل بنز و با تأکید بر نقش بسیار مهم همسرش برتا بنز بود. این سریال تنها یک گزارش از تاریخ خودرو نیست، بلکه به خوبی نگاهی به آینده آن نیز می‌اندازد، و چالش‌هایی که برتا بنز در ۱۰ و ۱۱ سپتامبر ۲۰۱۱ با آن‌ها رو به رو بوده‌است را نشان می‌دهد.
مستند The Car is Born تولید شده توسط Ulli Kampelmann به محوریت اولین سفر جاده‌ای توسط برتا بنز.
در سال ۲۰۱۱، یک فیلم تلویزیونی در مورد زندگی کارل و برتا بنز به نام کارل و برتا ساخته شد که در ۱۱ مارس اول شد و توسط Das Erste در۲۳ مارس ارائه شد. یک تریلر از فیلم و «باز ساخت» خصوصاً در یوتیوب منتشر شد.

### یادداشت

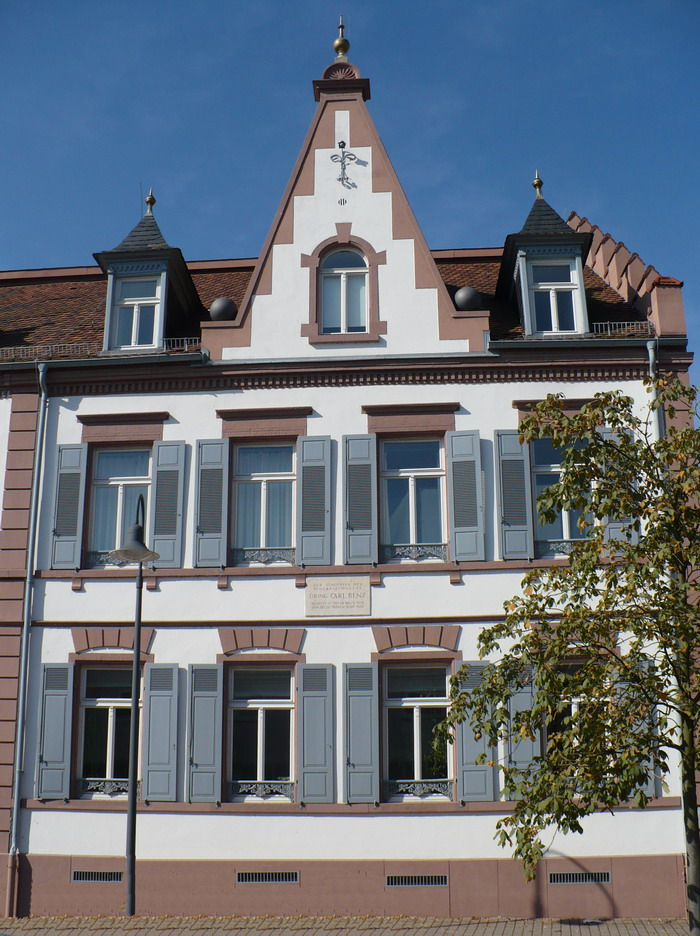
آخرین خانه کارل و برتا بنز، در حال حاضر محل بنیاد کارل بنز و گوتلیب دایملر در لادنبورگ در بادن-وورتمبرگ

1. ↑  Robertson, Patrick (2011), Robertson's Book of Firsts: Who Did What for the First Time, Bloomsbury Publishing US, p. 91, ISBN 978-1-60819-738-5, retrieved 28 May 2015
2. ↑  "Bertha Benz Hits the Road, 125 Years Ago – History in the Headlines". HISTORY.com. Archived from the original on 2015-09-24. Retrieved 2015-10-13.
3. ↑  Angela Elis. "Bertha Benz: die erste Frau am Steuer". Cicero. Retrieved January 2011. {{cite web}}: Check date values in: |accessdate= (help)
4. ↑  "Frauen in der Geschichte des Rechts — Von der Frühen Neuzeit bis zum Gegenwart", Ute Gerhard e.a. , Beck'se Verlagsbuchhandlung, München 1997, شابک ‎۳−۴۰۶−۴۲۸۶۶−۵, Pag 464
5. ↑  stefanhock. "Motorradtour Mannheim – Bertha Benz Memorial Route Hinfahrt – GPSies". GPSies.com.
6. ↑  Tweney, Dylan (2010-08-12). "Aug. 12, 1888: Road Trip! Berta Takes the Benz". WIRED. Retrieved 2015-10-13.
7. ↑  "Bertha Benz – Die Starke". Mercedes-Benz. Archived from the original on 2010-12-28. Retrieved January 2011. {{cite web}}: Check date values in: |accessdate= (help)
8. ↑  stefanhock. "Motorradtour Pforzheim – Bertha Benz Memorial Route Rückfahrt – GPSies". GPSies.com.
9. ↑  e.V., Deutsche Zentrale für Tourismus. "Bertha Benz: historys first driver". www.germany.travel. Retrieved 2016-06-26.
10. ↑  "August 1888: Bertha Benz takes world's first long-distance trip in an automobile | Daimler Global Media Site> Classic> Mercedes-Benz Cars> Mercedes-Benz Passenger Cars> Benz until 1926". media.daimler.com. Archived from the original on 22 December 2015. Retrieved 2015-10-13.
11. ↑  «نسخه آرشیو شده». بایگانی‌شده از اصلی در ۲۸ مارس ۲۰۱۹. دریافت‌شده در ۲۸ فوریه ۲۰۱۸.
12. ↑  "Bertha Benz". www.mercedes-benz.com. Archived from the original on 1 December 2017. Retrieved 2016-06-26.
13. ↑  Bertha Benz Memorial Route (German-government-approved non-profit official site)
14. ↑  The history of the Automobile includes the Bertha Benz Challenge, watch minutes 01:40 to 05:42 of the complete report (26:22 minutes). بایگانی‌شده  در فوریه ۲, ۲۰۱۱ توسط Wayback Machine
15. ↑  "Aktuell – Bertha-Benz-Challenge Offen nur für Elektroautos und zukunftsgerechte Fahrzeuge". www.bertha-benz-challenge.de. Retrieved 2015-10-13.
16. ↑  Carl & Bertha Benz – The Car is Born – Trailer در یوتیوب
17. ↑  Genialer Tüftler und bedingungslose Unterstützerin بایگانی‌شده  در ۲۸ نوامبر ۲۰۱۱ توسط Wayback Machine, SWR
18. ↑  "Carl & Bertha (TV Movie 2011)". IMDb. 25 May 2011.
19. ↑  ARD-Themenwoche "Der mobile Mensch" Karl & Bertha (English: "The mobile man" Karl & Bertha), ARD
20. ↑  (آلمانی) Carl & Bertha – Eine Liebe für das Automobil – SWR – DAS ERSTE در یوتیوب (English: Carl & Bertha – a love of the automobile)
21. ↑  Making of 'Carl & Bertha' (Film) در یوتیوب

### کتابشناسی
- Angela Elis (2010), Mein Traum ist länger als die Nacht. Wie Bertha Benz ihren Mann zu Weltruhm fuhr (به آلمانی), Hamburg: Hoffmann und Campe, ISBN 978-3-455-50146-9 {{citation}}: More than one of |ISBN= و |isbn= specified (help)More than one of |ISBN= and |isbn= specified (help)